# Invincible (Stargate)
Pour les articles homonymes, voir Invincible.
Invincible est un épisode de la série télévisée Stargate Atlantis. C'est le 13e épisode de la saison 3 et le 53e épisode de la série. Il s'inspire des faits de Irrésistible.

## Scénario
Alors que l'équipe de Sheppard explore un village d'une nouvelle planète, ce dernier est attaqué par des pillards. Cependant alors qu'ils s'apprêtent à intervenir, un homme fait vaillamment fuir les brigands à l'aide d'un puissant bouclier : Lucius Lanvin.
Il devient vite clair que Lucius est devenu le chef de ce village en devenant leur protecteur. Il a d'après les dires des villageois fait fuir par deux fois des pillards. Cependant ils tombent dans la forêt sur les pillards ayant attaqué le village le jour précédent qui leur racontent que Lucius les a payé pour qu'ils attaquent le village avec des fausses balles afin de les faire fuir. Lucius répond à ces accusations que la première attaque n'était pas fausse et qu'il avait vraiment bravé le danger pour sauver les villageois.
Soudain Kolya, un homme qui avait été opposé à Sheppard auparavant, fait son apparition et tente de le retrouver dans la veille. Alors que l'équipe de Sheppard va se cacher, Lucius va à la rencontre de Kolya en le défiant grâce à son bouclier. Cependant ce dernier trouve vite la parade : lui mettre la tête dans l'eau pour l'empêcher de respirer. Lucius est fait prisonnier et quand l'équipe de Sheppard tente de le sauver elle est faite prisonnière. Seul ce dernier parvient à s'échapper. Alors qu'il tente de rejoindre la Porte des étoiles Lucius le rencontre, et il reçoit un message radio de Kolya qui lui annonce que s'il ne se rend pas il tuera son équipe.
Sheppard vient donc à la rencontre de Kolya, mais pas sans défense puisqu'il a le bouclier de Lucius. Cependant le bouclier se désactive. Heureusement Lucius a mobilisé les habitants en leur expliquant qu'ils doivent apprendre à se défendre seuls et ces derniers arrivent armés pour capturer les pillards. Cependant Kolya ne compte pas se rendre, et un face à face a lieu entre lui et Sheppard. Ce dernier dégaine avant lui et le tue d'une balle dans le cœur. Les hommes de Kolya se rendent, et avant de repartir sur Atlantis Sheppard rend son bouclier à Lucius sans lui dire qu'il est désactivé. Cependant il est probable que Lucius s'en soit rendu compte puisque lorsqu'ils partent l'équipe de Sheppard entend Lucius dire à un enfant de le frapper dans l'entrejambe (ce qu'il aime faire puisqu'il n'a pas mal avec le bouclier), suivi d'un "Aïe".